# Фентезі-футбол
Фентезі-футбол (англ. Fantasy Football) — вид фентезі-спорту, в якому учасники формують віртуальну команду футболістів, чиї прототипи беруть участь у реальних змаганнях і, залежно від актуальної статистики своїх виступів, набирають залікові бали. Як правило, ці футболісти повинні грати в одному дивізіоні певної країни, але існує й багато інших варіантів.
Уперше концепція фентезі-футболу була представлена широкій публіці в 1991 році британською компанією Fantasy League Ltd. Національну популярність гра придбала в ході першого сезону англійської Прем'єр-ліги (1992/93).
У наші дні завдяки високому світовому рівню доступу в Інтернет фентезі-футбол перетворився з немудрої розваги в серйозний бізнес.

## Формування команди
Більшість організаторів Фентезі-чемпіонатів (у першу чергу, це стосується загальнонаціональних газет) пропонують учасникам набрати, виходячи із заданого бюджету, команду з 11 гравців. При цьому звичайно встановлюється обмеження на число футболістів-одноклубників (прототипи яких грають в одній реальній команді) і на представників різних амплуа. Так, у типовий склад включається 1 воротар, 4 захисника, 3-4 півзахисника й 2-3 форварда. У деяких фентезі-іграх передбачається створення не основного складу з 11 виконавців, а розширеного — із запасними гравцями. З недавніх пір такий розширений склад може формально наближатися до заявочного складу реального клубу й формуватися, наприклад, за схемою 3-6-8-6 (3 голкіпера, 6 захисників, 8 півзахисників, 6 нападників).
У невеликих фентезі-лігах, де змагається мале число учасників, ігровий склад формується не на основі розрахункового кошторису, а шляхом аукціону між менеджерами віртуальних команд. Це означає, що певний футболіст може бути включений тільки в одну команду й всі набрані їм бали підуть у залік тільки її власникові.
Більшість варіацій таких фентезі-ігор дозволяють учасникам здійснювати футбольні трансфери протягом сезону — у випадку одержання футболістом травми, дискваліфікації або просто втрати ігрової форми.

## Нарахування балів
Залікові бали нараховуються футболістам залежно від успішності виступів їхніх реальних прототипів. У різних іграх критерії набору балів варіюються, але, як правило, заохочуються такі досягнення:
- Гравець провів на полі повний матч (або якусь його частину — наприклад, 45 хвилин)
- Гравець забив гол
- Гравець оформив хет-трік (три голи протягом одного матчу)
- Гравець віддав гольовий пас
- Команда не пропустила жодного м'яча (тільки для воротаря й захисників)
- Воротар відбив пенальті
- Гравець одержав високу оцінку в авторитетному виданні (наприклад, 7 або більше по 10-бальній шкалі)
- Футболіст став гравцем матчу

Навпроти, за деякі дії футболісти можуть бути оштрафовані:
- Команда пропустила м'яч (тільки для воротаря й захисників)
- Гравець одержав жовту або червону картку
- Гравець не забив пенальті
- Гравець забив гол у власні ворота

Кількість балів, що нараховують (або віднімають) за певну дію, також залежить від кожного конкретного фентезі-змагання.
Останнім часом, у зв'язку з розвитком технологій збору, зберігання й обробки статистичних даних, ведуться спроби створення універсального рейтингу футболістів, який би дозволив у динаміці оцінювати успішність їхніх дій, як індивідуальних, так і командних. Цей рейтинг — за умови, що він буде враховувати фактор рівня турніру, у якому виступає клуб футболіста, — стане зручним інструментом і для оцінки успішності менеджера віртуальної команди, що бере участь у тім або іншому національному фентезі-чемпіонаті.